# Moritz Lenel
Moritz Lenel (* 20. März 1811 in Ladenburg; † 2. Februar 1876 in Mannheim) war ein deutscher Unternehmer und Politiker.

## Leben
Moritz Lenel war Sohn des Handelsmanns Herz Löwenthal und seiner Frau Sara, geb. Simon. Die Familie änderte um 1820 ihren Namen in Lenel. Zusammen mit seinem Bruder Simon ließ sich Moritz Lenel 1833 in Mannheim nieder, wo die beiden in O 3 eine Gewürzmühle und einen Safran- und Vanillehandel betrieben. 1836 heiratete er Caroline Scheuer (1814–1857). Das Paar hatte drei Söhne und vier Töchter, unter ihnen der Unternehmer und Politiker Viktor Lenel (1838–1917) und der Rechtshistoriker Otto Lenel (1849–1935). 1848 unterstützte Moritz Lenel die Forderungen nach Freiheit und Einheit in Deutschland. Im gleichen Jahr wurde er in die Handelskammer aufgenommen. 1852 wurde Lenel in den Großen Bürgerausschuss in Mannheim gewählt. 1861 gehörte er zu den Initiatoren des Deutschen Handelstages. Lenel gründete mehrere bedeutende Mannheimer Unternehmen und Banken mit. 1866 wurde er zum Vizepräsidenten, 1871 zum Präsidenten der Mannheimer Handelskammer gewählt.
Moritz Lenel war auch in der jüdischen Gemeinde Mannheims aktiv und gehörte seit 1855 dem Synagogenrat an. Er setzte sich für die Gründung einer Töchterschule ein, die 1863 eröffnet wurde, und gründete einen überkonfessionellen Verein für Krankenpflege mit. 1868 wurde er zum Handelsrichter gewählt.